# Independencia efímera
«Este artículo trata sobre la primera independencia de la República Dominicana ocurrida en 1821».
El término «independencia efímera» hace referencia al período de la historia de la República Dominicana que transcurre desde la proclamación del Estado Independiente del Haití Español, el 1 de diciembre de 1821, hasta la invasión por la República de Haití el 9 de febrero de 1822, a causa de la ocupación del ejército haitiano liderado por Jean-Pierre Boyer. La denominación "efímera" se debe precisamente al breve período de tiempo durante el cual se mantuvo la independencia: apenas dos meses y ocho días.

## Antecedentes
Desde 1809, la entonces colonia española de Santo Domingo sufría una profunda crisis económica. A este período se le conoce como la "España Boba", ya que la metrópoli no podía atender a su colonia debido a los problemas que enfrentaba, como la invasión napoleónica y los movimientos independentistas en toda Hispanoamérica. A estos hechos se sumaban el agotamiento de las riquezas de Santo Domingo, la falta de estímulo para la producción de otros bienes y la actividad de corsarios que, en nombre de los grancolombianos, atacaban las naves peninsulares en todo el Mar Caribe.
Ante esta situación de crisis, se ordenó la movilización de las tropas de la colonia, pero, al no haber recibido su sueldo, estas se encontraban al borde del motín. Se rumoraba que algunos criollos influyentes planeaban declarar la independencia derrocando al gobierno colonial, especialmente después de que agentes de Caracas enviaran una carta animando a los nativos a la insurrección.
En medio de este contexto, se generó un gran descontento en toda la población, lo que motivó al escritor criollo José Núñez de Cáceres a formar un grupo para conspirar contra la situación y buscar la independencia de España.
El grupo conspirador pronto se dividió en dos tendencias: un sector era favorable a la anexión con Haití, cuyo presidente, Boyer, había empezado a preparar su ejército para invadir Santo Domingo y buscaba el apoyo de los negros y mulatos que vivían en la parte occidental de la colonia española, con el objetivo de unificar la isla y así defenderse mejor de cualquier intento francés de recuperar su antigua colonia. El otro grupo apoyaba la anexión a la Gran Colombia, presidida por el libertador Simón Bolívar.
En la primavera de 1821, un grupo de conspiradores intentó un golpe de Estado con la esperanza de recibir el apoyo armado que Bolívar les había prometido; sin embargo, las previsiones militares del gobernador, brigadier Sebastián Kindelán y O'Regan, frustraron el plan. Sorprendentemente, Kindelán no tomó medidas drásticas contra Núñez, quien incluso pudo demandar al capitán Manuel Martínez, delator del movimiento, por injurias y calumnias. Poco tiempo después, Kindelán fue reemplazado, y su sucesor, asumiendo como verídicas las acusaciones contra Núñez, no contaba con el poder militar suficiente para enfrentarse a los aristócratas locales, por lo que solo pudo vigilarlos e intentar ganar el apoyo del coronel Pablo Alí, comandante del batallón de mulatos. Sin embargo, Alí, a pesar de mostrarse colaborador con el nuevo gobernador, ya había jurado lealtad junto con la mayoría de los oficiales a los conspiradores.
Para mediados de noviembre de 1821, surgió un nuevo movimiento en las zonas fronterizas con Haití con el propósito de derrocar al Capitán General, que gobernaba Santo Domingo en nombre del rey de España, e incorporar la colonia española al territorio haitiano. El 8 de noviembre, el comandante Andrés Amarante declaró la independencia en el poblado fronterizo de Veler y, quince días después, el movimiento se extendió a Dajabón y Montecristi, donde sus dirigentes solicitaron la intervención de Boyer. Desde sus inicios, este movimiento estuvo integrado por la clase media y baja de la colonia, así como por pequeños comerciantes, mulatos propietarios y algunos sectores importantes de los hateros.
El movimiento logró expandirse hacia otras poblaciones de la región sur y del Cibao, y personas de todas las clases sociales se unieron a él, por lo que el proyecto de Núñez de Cáceres quedó aislado. Debido a esto, Núñez de Cáceres se vio obligado a apresurar el golpe de Estado contra el gobernador colonial, el brigadier Pascual Real, quien había llegado en mayo de 1821.

## Declaración de independencia
El 30 de noviembre, Núñez de Cáceres y sus seguidores apresaron a Real y tomaron el control de la capital; al día siguiente, Núñez de Cáceres proclamó el nuevo estado bajo el nombre de Estado Independiente del Haití Español. La noticia se difundió de inmediato en España, lo que hizo temer a Núñez grandes represalias, no solo de España, sino también de Haití y de los dirigentes del movimiento fronterizo, dejando al nuevo estado sin apoyo. De hecho, en Santiago de los Caballeros, la Junta Central Provisoria rechazó los actos de Núñez y solicitó la intervención de Boyer.
Ante esta situación, Núñez de Cáceres buscó ayuda de otros países para defender la recién proclamada nación. Intentó obtener el respaldo de Simón Bolívar, pero este se encontraba combatiendo en Ecuador y el vicepresidente José Antonio Páez no pudo brindarle apoyo, ya que la Gran Colombia no estaba en condiciones de emprender una empresa bélica de tal magnitud y no deseaba traicionar al gobierno haitiano, que había ayudado a Bolívar durante su exilio. El 11 de enero de 1822, Núñez recibió una carta del presidente haitiano, Jean-Pierre Boyer, en la que le comunicaba su interés en la unificación de los dos pueblos para constituir un solo estado.
A inicios de ese mes, Boyer recibió la autorización del Congreso haitiano para defender la independencia y la unificación de la isla. Sin embargo, para entonces, Núñez y sus aliados contaban con muy pocos soldados, mal armados y entrenados.
Debido a la falta de apoyo de los sectores más influyentes de Santo Domingo, Núñez de Cáceres se vio obligado a ponerse bajo la protección de las leyes de la República de Haití. El 9 de febrero, el presidente Boyer cruzó la frontera con 12,000 hombres y tomó posesión de Santo Domingo, iniciándose así el período de unificación de la isla, que duraría veintidós años.